# Alchemilla atrovirens
Alchemilla atrovirens é uma espécie de rosácea do gênero Alchemilla, pertencente à família Rosaceae.